# Cremastobombycia chromolaenae
Cremastobombycia chromolaenae is een vlinder uit de familie mineermotten (Gracillariidae). De wetenschappelijke naam van deze soort is voor het eerst geldig gepubliceerd in 2013 door Donald R. Davis.

## Type
- holotype: "male. 5.XII.2011. leg. R. Diaz & J. McClurg"
- instituut: USNM, Smithsonian Institution, Washington, U.S.A.
- typelocatie: "USA, Florida, St. Lucie County, Fort Pierce, near University of Florida Campus, 27.430°N, 80.410°W"